# Lygia Clark
Lygia Clark (Belo Horizonte, 
- 1920. október 23.
- 1920. szeptember 23.

 – Rio de Janeiro, 
- 1988. április 25.
- 1988. április 26.

) brazil festőművész, szobrász, egyetemi oktató, performanszművész, installációs művész és művész.

## Kiállításai
- 1959 - Bienal, São Paulo
- 1960 - Venice Biennale, Velence
- 1960 - Konkrete Kunst, Zürich
- 1961 - Bienal, São Paulo
- 1962 - Venice Biennale, Velence
- 1963 - Bienal, São Paulo
- 1964 - Signals Gallery, London
- 1964 - Mouvement II, Párizs
- 1965 - Signals Gallery, London
- 1965 - Paco Imperial, Rio de Janeiro
- 1967 - Bienal, São Paulo
- 1968 - Retrospective, Venice Biennale, Velence
- 1986 - Retrospective (Hélio Oiticicával közösen), Paço Imperial, Rio de Janeiro
- 1987 - Retrospective, Museu de Arte Contemporânea da Universidade de São Paulo
- 1997 - Documenta, Kassel
- 2000 - Museum of Contemporary Art, Los Angeles, CA
- 2001 - Brazil: Body and Soul, New York, Guggenheim Museum
- 2001 - 7th International Istanbul Biennial – Sala especial, Isztambul
- 2002 - Brazil: Body and Soul, Guggenheim Museum, New York
- 2003 - Pulse: Art, Healing and Transformation, ICA, Boston
- 2004 - Pensamento Mudo, Dan Galeria
- 2004 - Artists' Favourites, ICA - London
- 2005 - 50 Jahre/Years DOCUMENTA: 1955-2005, Kunsthalle Fridericiaum Kassel
- 2005 - Lygia Clark, da obra ao acontecimento: somos o molde, a você cabe o sopro..., Musée des Beaux-Arts, Nantes
- 2005 - Tropicália: a revolution in Brazilian Culture, Museum of Contemporary Art, Chicago
- 2006 - Barbican, London
- 2006 - Pinacoteca do Estado de São Paulo, SP, Brazília
- 2006-07 - Bronx Museum of the Art, New York
- 2007 - WACK! Art and the Feminist Revolution, MOCA, Los Angeles
- 2010 - elles@centrepompidou, the Pompidou központ, Párizs
- 2014 -  Lygia Clark: The Abandonment of Art 1948-1988, Museum of Modern Art, New York